# Eleccions presidencials de Corea del Sud de 2012
El 19 de desembre de 2012 es van celebrar eleccions presidencials a Corea del Sud. Van ser les sisenes eleccions presidencials des de la democratització i l'establiment de la Sisena República, i es van celebrar sota el sistema d'escrutini majoritari uninominal, en el qual se celebrava una sola ronda de votacions i resultava elegit el candidat que rebés el major nombre de vots. Segons la constitució sud-coreana, el president només pot exercir el càrrec durant cinc anys. El mandat del llavors president Lee Myung-bak va finalitzar el 24 de febrer de 2013. Segons The Korea Times, van votar 30,7 milions de persones, amb una participació del 75,8%. Park Geun-hye, del partit Saenuri, va ser la primera dona elegida presidenta de Corea del Sud amb el 51,6% dels vots, enfront del 48,0% del seu oponent Moon Jae-in. El percentatge de vots de Park va ser el més alt obtingut per un candidat des de l'inici de les eleccions directes lliures i justes en 1987 i les primeres eleccions d'aquest tipus en les quals un candidat va obtenir la majoria.
En 2017, després del judici polític i la destitució de Park, Moon la succeiria com a dotzè president de Corea del Sud després d'una segona i reeixida candidatura a la presidència en les eleccions presidencials de 2017.

## Context
Lee Myung-bak va ser elegit president de Corea del Sud l'any 2007 com a candidat del conservador Gran Partit Nacional després d'unes renyides primàries en les quals va derrotar per un estret marge a Park Geun-hye, i va assumir el càrrec el febrer de 2008. La seva victòria va posar fi a deu anys de govern liberal de Kim Dae-jung i Roh Moo-hyun. El govern de Lee Myung-bak va perseguir la reducció de la burocràcia governamental i una política econòmica de laissez faire, i va ser criticat per l'esquerra per escàndols polítics i polítiques controvertides com la base naval de Jeju-do i el seu suport al Tractat de Lliure Comerç entre Corea del Sud i els Estats Units, encara que tots dos es van iniciar sota l'administració anterior. Tot i que va ser triat amb una victòria aclaparadora i va rebre uns índexs d'aprovació inicials del 70%, els índexs de Lee havien descendit per sota del 30% en 2012.
A finals de 2011, Park Geun-hye va assumir el control del Gran Partit Nacional, que va passar a dir-se Partit Saenuri o Nova Frontera el febrer de 2012. Es va distanciar de Lee i va dirigir el partit cap al centre. En les eleccions legislatives d'abril de 2012, Park va portar al partit a una victòria inesperada, retornant-li la majoria en l'Assemblea Nacional. Això va contribuir a un augment dels seus índexs en les enquestes i va consolidar la seva posició com a favorita per a la nominació de Saenuri.
L'oposició a Saenuri es va dividir principalment entre el Partit Democràtic Unit (PDU) i els partidaris independents d'Ahn Cheol-soo, que va emergir com un dels principals candidats potencials malgrat el seu notori silenci en la competició electoral. En el PDU, l'atenció es va centrar inicialment en Sohn Hak-kyu com a possible nominat, però a finals de 2011, Moon Jae-in, home de confiança de l'expresident Roh, havia superat a Sohn en les enquestes. Encara que el PDU va convidar a Ahn a unir-se al partit, només el 2,3% dels enquestats en un sondeig del 21 d'abril pensava que Ahn era el més adequat per a ser el candidat del PDU. El mateix PDU s'ha vist afectat per la divisió entre els membres pro-Roh, com Moon Jae-in, i l'«ala Honam» de l'expresident Kim Dae-jung, representada per Chung Dong-young.